# Episcopia Ortodoxă Română a Italiei
Episcopia Ortodoxă Română a Italiei a fost înființată în anul 2008 și este condusă de atunci de episcopul Siluan Șpan. Ceremonia de întronizare a avut loc în biserica parohiei „Sfântul Antonie cel Mare” din Lucca. Episcopia Ortodoxă Română a Italiei este sufragană Mitropoliei Europei Occidentale și Meridionale, păstorite de mitropolitul Iosif Pop, cu sediul la Paris. În 1 mai 2018 a fost hirotonit arhiereul vicar al Episcopiei Ortodoxe Române a Italiei, Atanasie Rusnac. În prezent în eparhie funcționează aproximativ 280 de parohii și 6 așezăminte monahale.

## Începuturile
Prima parohie ortodoxă română în Italia a luat ființă la Roma în toamna anului 1940, cu preotul Gheorghe Tilea, dar din păcate a funcționat doar până la începutul anului 1941, când, din cauza războiului, situația din Italia s-a schimbat radical. Au trecut 34 de ani până când, în 9 februarie 1975, la Milano, are loc înființarea Parohiei Ortodoxe Române Pogorârea Duhului Sfânt, prim paroh al acesteia fiind Pr. Traian Valdman.
La început au fost puține comunități ortodoxe românești în Italia. Se aflau mai ales în marile aglomerații urbane – Milano (1975), Torino (1979), Firenze (1984) și Bari (1983). După revoluția din 1989, numărul românilor care au emigrat spre Italia a crescut, astfel că s-au mai format noi parohii și în alte orașe. Parohiile din Italia au aparținut de Arhiepiscopia și, respectiv din 2001, de Mitropolia Ortodoxă Română a Europei Occidentale și Meridionale, având ca arhipăstori pe IPS Visarion Puiu (din 1945 până în 1964, cel care este și fondatorul Episcopiei Ortodoxe Române a Europei Occidentale și Meridionale, devenită Arhiepiscopie în 1974), IPS Teofil Ionescu (din 1964 până în 1975), PS Lucian Făgărășeanul (din 1975 până în 1980), IPS Adrian Hrițcu (din 1980 până 1982 ca locțiitor și apoi din 1982  până în 1992 ca și titular), pe IPS Serafim (Joantă) al Germaniei, Europei Centrale și de Nord (din 1992 până în 1998) și pe IPS Iosif (Pop), din 1998 și până în anul 2008. În iunie 2004, Preasfințitul Părinte Episcop Siluan (pe atunci episcop vicar al mitropoliei mai sus amintite, cu titlul de Marsilianiul) a fost numit episcop vicar pentru Italia, unde existau, la acea vreme, 34 parohii.

## Nașterea Episcopiei Ortodoxe Române a Italiei
În 21 iunie 2007, ca urmare a propunerii adunării generale a Vicariatului Italiei întrunite în 8 mai la Gavedo, Sfântul Sinod al Bisericii Ortodoxe Române a aprobat înființarea Episcopiei Ortodoxe Române a Italiei, însărcinând pe Înaltpreasfințitul Părinte Arhiepiscop și Mitropolit Iosif cu organizarea ei și cu pregătirea alegerii candidaților pentru scaunul de episcop chiriarh al acesteia. În data de 19 februarie 2008, a avut loc la Paris adunarea eparhială a nou înființatei episcopii a Italiei, care a desemnat pe Preasfințitul Părinte Episcop Siluan (Șpan) ca unic candidat pentru scaunul de episcop al acesteia. Sfântul Sinod al Bisericii Ortodoxe Române, în ședința sa de lucru din 5 martie 2008, a ales ca prim episcop al Episcopiei Ortodoxe Române a Italiei pe Preasfințitul Părinte Siluan, având jurisdicție canonică peste toți credincioșii ortodocși români și moldoveni de limbă românească aflați pe teritoriul întregii Italii. Preasfințitul Părinte Episcop Siluan a fost înscăunat de către Înaltpreasfințitul Arhiepiscop și Mitropolit Iosif (Pop) al Mitropoliei Ortodoxe Române a Europei Occidentale și Meridionale, înconjurat de un sobor de arhierei veniți din România, America și Franța, la Praznicul Sfântului Apostol și Evanghelist Ioan de-Dumnezeu-Cuvântătorul și al Cuviosului Arsenie cel Mare, joi, 8 mai 2008, în biserica Sant Anastasio a Parohiei Ortodoxe Române Sfântul Antonie cel Mare din orașul Lucca. A fost o zi de sărbătoare pentru toți credincioșii care au venit în număr mare din toată Italia pentru a se bucura și a mulțumi lui Dumnezeu pentru această mare binecuvântare. La eveniment au asistat și numeroși invitați de seamă din România și din Italia.
La scurt timp după aceea, pe 18 iunie 2008, a  avut loc la Gavedo (unde se afla reședința  Episcopiei la acea vreme) prima Adunare Eparhială a nou înființatei Episcopii Ortodoxe Române a Italiei. La această adunare a fost prezentată și aprobată structura administrativă a eparhiei și s-au creat încă opt protopopiate (pe lângă cele două deja existente), dintre care șase cu caracter misionar (la ora actuală în Episcopia Italiei sunt 24 protopopiate). Tot atunci a fost aprobată structura permanenței eparhiale și au fost aleși membrii Consiliului Eparhial (3 preoți și 6 mireni), precum și cei 30 de membri (10 clerici și 20 de mireni), delegați la Adunarea Mitropolitană a Mitropoliei Ortodoxe Române a Europei Occidentale și Meridionale de la Paris. S-au numit, de asemenea, consilierii permanenți pentru cele 7 sectoare de activitate (la ora actuală în Episcopia Italiei sunt 9 sectoare și 2 oficii – juridic și tehnic).
Cu ajutorul lui Dumnezeu și cu binecuvântarea Preafericitului Părinte Patriarh Daniel, Episcopia ortodocșilor români din Italia a dobândit în cursul aceluiași an un sediu propriu la Roma, în Via Ardeatina 1741, care constituie rodul colaborării fructuoase dintre Patriarhia Română și Guvernul României. Cele două instituții, la solicitarea nou-înființatei Eparhii, făcută în numele celor peste un milion de credincioși pe care îi are în grijă, au aprobat și concretizat subvenționarea aproape integrală pentru achiziționarea sediului. La aceasta se adaugă jertfa substanțială a credincioșilor din parohiile din Italia. Aflat pe una dintre colinele Romei, într-un cadru care amintește de liniștea vetrelor mănăstirești din România, în mijlocul unui frumos parc de 2,7 hectare, sediul Episcopiei Ortodoxe Române a Italiei are porțile deschise pentru toți creștinii ortodocși și pentru oricine dorește să cunoască Biserica Ortodoxă.
Prima Sfântă Liturghie în incinta sediului a avut loc în data de 7 septembrie 2008 și s-a bucurat de participarea Înaltpreasfințitului Părinte Arhiepiscop și Mitropolit Iosif al Mitropoliei Europei Occidentale și Meridionale de la Paris, a Preasfințitului  Părinte Episcop Timotei al Spaniei, a președintelui României, Domnul Traian Băsescu, și de participarea unui mare număr de credincioși veniți din Roma și din alte părți ale Italiei pentru a sărbători împreună acest eveniment.
În data de 9 octombrie 2008, a avut loc binecuvântarea și festivitatea de inaugurare a sediului Episcopiei Ortodoxe Române a Italiei de la Roma (Via Ardeatina, nr. 1741), eveniment la care au participat Înaltpreasfințitul Părinte Nifon, Arhiepiscopul și Mitropolitul Târgoviștei, Exarh Patriarhal, trei delegați ai Guvernului României și peste 50 de preoți și diaconi, precum și numeroși credincioși din toată Episcopia Italiei.
Un eveniment cu mare însemnătate pentru Episcopia Ortodoxă Română a Italiei a fost hirotonia întru arhiereu a Preasfințitului Părinte Arhiereu-Vicar Atanasie de Bogdania, din data de 1 mai 2018, răspunzând astfel unei exigențe pastoral-misionare specifice teritoriului italian, ce se desfășoară pe întinderea a mii de kilometri. De asemenea, Preasfințitul Părinte Atanasie de Bogdania este și coordonatorul misiunii Sfântul Ierarh Nicolae pentru basarabeni și pentru bucovinenii din Bucovina de Nord.
Episcopia Ortodoxă Română a Italiei este organizată la ora actuală în 24 protopopiate numărând în total 280 de parohii, 4 mănăstiri, 2 schituri, 5 paraclise episcopale și 3 centre pastoral misionare (Termoli, Bari și Spilimbergo). Episcopia Italiei are prezență și în Republica Malta și Republica San Marino. În prezent, numărul clericilor din Episcopia Italiei este de aproape 300.
Pentru a înlesni și a intensifica activitatea Episcopiei Ortodoxe Române a Italiei, în mai multe domenii au fost înființate sectoare de referință, fiecare având în subordine unul sau mai multe departamente. Sectoarele sunt următoarele: Administrativ-Bisericesc; Pastoral-Liturgic și pentru Misiune; Catehetic-Educațional; Cultural, de Tineret și Editorial; Economic și de Distribuție a Materialelor Ecleziastice;  Social-Filantropic; Mass-Media, Comunicare, Dialog și Relații Publice; Patrimoniu și Construcții Bisericești.
În data de 7 octombrie 2009, Oficiul Juridic al Episcopiei noastre a depus la Prefectura Romei documentația necesară începerii procedurii de Recunoaștere Juridică a Episcopiei Ortodoxe Române a Italiei. O realizare deosebită în acest sens a fost recunoașterea juridică în anul 2011 a Episcopiei Ortodoxe Române a Italiei de către Președintele și Parlamentul Italiei. În prezent, sunt în derulare procedurile juridice pentru obținerea Intesei cu Statul Italian.

## Centrul de Pelerinaje„Sfinții Apostoli Petru și Pavel”
O importanță deosebită o are Centrul de Pelerinaje „Sfinții Apostoli Petru și Pavel” al Episcopiei Ortodoxe Române a Italiei care organizează anual pelerinaje interne și externe, la cererea parohiilor din cuprinsul eparhiei. Numărul pelerinilor crește anual (aproximativ 2000 de pelerini / an), iar pelerinajele sunt organizate cu precădere la locurile sfinte din Israel, precum și la mănăstirile și moaștele sfinților în Grecia, dar și în Italia la Bari, Torino, Milano, Amalfi, Salerno, Veneția, Padova, Firenze (Florența), Loreto, Bivongi, Sfântul Munte Athos, Ucraina și Georgia.
Informații despre pelerinajele organizate și mărturii ale pelerinilor pot fi vizualizate la adresa de web: http://pelerinaje.episcopia-italiei.it/

## MisiuneaSfântul Ierarh Nicolae
A fost înființată Misiunea Sfântul Ierarh Nicolae pentru basarabeni și pentru bucovinenii din Bucovina de Nord, ce are ca scop pastorația creștinilor ortodocși vorbitori de limbă română din Basarabia și Bucovina de Nord aflați în Italia, prin organizarea în parohii a comunităților existente, sub jurisdicția canonică a Episcopiei Ortodoxe Române a Italiei. Pe parcursul ultimilor ani, basarabenii și bucovinenii din Bucovina de Nord aflați la muncă în Italia au căutat mângâiere sufletească și au găsit-o în sânul Bisericii. În localitățile unde lipseau sau lipsesc și în continuare parohii, Misiunea Sfântul Ierarh Nicolae încearcă să găsească soluții pentru a-i putea ajuta pe frații creștini care trăiesc acolo, cu posibilitatea de a avea un loc de rugăciune pentru cei apropiați, copii sau părinți, bunici sau rude apropiate, și cu bucuria de a avea un păstor duhovnicesc în mijlocul lor. La ora actuală, numărul total al parohiilor care sunt implicate în pastorația basarabenilor și a bucovinenilor din Bucovina de Nord este de 28.

## Mănăstirile ortodoxe românești din Italia
În Italia monahismul primelor veacuri creștine a fost foarte înfloritor. Mai ales în partea de sud a Italiei au existat multe mănăstiri de rit bizantin, având ca viețuitori monahi de origine greacă. La acestea se adaugă mănăstirile din jurul Romei sau din Roma, unde, pe lângă călugării de rit latin, viețuiau foarte mulți monahi de rit grec, care au întemeiat aici mănăstiri care au dăinuit până în secolul al XI-lea și chiar al XII-lea. După Marea Schismă din 1054 tradiția greacă a continuat să existe la Roma și în sudul Italiei, unde locuiau mulți credincioși de de rit bizantin (albanezi, greci etc.). În mod similar, tradiția latină a continuat și pe Muntele Athos, călugării benedictini de acolo având mai multe mănăstiri, cea mai importantă fiind Mănăstirea Amalfion.
În contextul actual al existenței românilor ortodocși pe meleaguri italiene, s-a simțit nevoia întemeierii de mănăstiri ortodoxe românești, având în vedere, pe de o parte, dragostea creștinilor ortodocși români pentru aceste sfinte lăcașuri care pot mărturisi credința ortodoxă pe meleaguri străine, și, pe de altă parte, pentru a continua îndelungata tradiție monahală românească, la fel ca tradiția monahală a Italiei primelor veacuri creștine, care a dat Bisericii mari sfinți, precum Benedict din Nursia, Melania Romana, Paulin de Nola, Cuviosul Nil de la Rossano, întemeietorul mănăstirii de la Grottaferata sau Cuviosul Ioan Secerătorul întemeietorul Mănăstirii Bivongi.
Astfel, prima mănăstire ortodoxă românească  a luat naștere în anul 2007 – este vorba despre Mănăstirea Buna Vestire, care și-a deschis porțile în data de 25 martie, chiar de sărbătoarea Bunei Vestiri, și care se află în orașul Mirabella Eclano, localitate situată la 80 de km de Napoli, în provincia Avellino. Această mănăstire a luat naștere la inițiativa parohiei ortodoxe românești „Sfânta Treime” de la Bari, condusă de preotul Mihai Drigă, și a starețului mănăstirii Crasna, din județul Prahova, Arhimandritul Nicodim Dimulescu. Ansamblul mănăstiresc, alcătuit dintr-o casă cu etaj și terenul aferent, a fost donat de către un preot catolic din orașul Napoli, don Carlo Cicala, un bun cunoscător al tradiției monahale românești, care a dorit ca pe această proprietate să ia naștere o mănăstire ortodoxă – punct de referință pentru creștinii ortodocși români din Italia, dar și punte de întâlnire între Orient și Occident. 
După înființarea Episcopiei Ortodoxe Române a Italiei, au mai luat naștere două mănăstiri în anul 2008. Una dintre ele este Mănăstirea Sfântul Ioan Theristis (Secerătorul) care se află în Calabria, pe teritoriul localității Bivongi, într-o vale sălbatică numită Vallata dello Stilaro, renumit loc de nevoință, unde totul vorbește despre monahismul bizantin de la sfârșitul celui dintâi mileniu creștin. Mănăstirea Sfântul Ioan Theristis, care este declarată Monument Național, cuprinde un complex monastic de origine bizantină, compus dintr-o biserică în stil bazilical din secolul al X-lea și câteva corpuri de chilii. Monumentul este situat în partea declarată „zona sacra” a Patrimoniului Bizantin din Valea Stilarului, fiind primul dintre edificiile restaurate dintre cele peste 40 care existau la începuturile celui de-al doilea mileniu creștin în această parte a Italiei Meridionale. Această „perlă” a Calabriei funcționează ca mănăstire de monahi, înscriindu-se astfel în continuitatea vie cu ceea ce ea a reprezentat până în urmă cu 300 de ani. 
A doua mănăstire înființată în anul 2008 este Mănăstirea Adormirea Maicii Domnului de la Roma, fiind o mănăstire de monahii. Mănăstirea de la Roma a luat naștere de praznicul Sfântului Apostol și Evanghelist Ioan de-Dumnezeu-Cuvântătorul, în 26 septembrie 2008, și este închinată Maicii Domnului. Din mila lui Dumnezeu, este prima mănăstire ortodoxă de la Roma după separarea din secolul al XI-lea și nădăjduim ca Maica Domnului să fie ocrotitoarea maicilor care viețuiesc aici și să le ajute să clădească mănăstirea atât înlăuntrul ei, prin viața duhovnicească, cât și în exterior, prin ridicarea unei biserici.
Acestor mănăstiri li s-au adăugat apoi Mănăstirea Sfinții Cosma și Damian (de călugări) de la Montecorvino Rovella (Salerno) și cele două schituri: Schitul Sfântul Proroc Ilie Tesviteanul  (de călugări) de la Rignano Flaminio și Schitul Sfântul Atanasie cel Mare  (de maici) de la Trieste.

## Activitatea pastoral-misionară și catehetică
Grija pentru educarea în tradiția ortodoxă a copiilor și a tinerilor, precum și catehizarea adulților constituie o preocupare permanentă a preoților slujitori din Italia. Astfel, acolo unde există posibilitatea, la nivel de parohie, s-au organizat școli duminicale pentru copii și tineri, organizați pe grupe de vârstă, unde li se predau cunoștințe de credință ortodoxă, se fac cursuri de limbă română, de istorie, cultură sau de geografie. S-a constatat cu bucurie că de la an la an numărul celor care frecventează școlile duminicale parohiale este tot mai mare, ceea ce ne încurajează și mai mult. Pentru adulți se organizează, tot la nivel de parohie, ore de Studiu Biblic și Cateheză în cadrul cărora aceștia învață pas cu pas tainele Credinței Ortodoxe. 
La nivel parohial, s-au inițiat, pe lângă activitățile de predare a limbii române și a istoriei României, de vizionare de filme cu caracter istoric și organizarea a unui fond de costume și obiecte tradiționale. O pildă vie sunt parohiile Torino 2, Ladispoli, alături de alte parohii, care au inițiat o echipă de dansuri populare formată din tineri. La acestea se adaugă numeroase concerte, expoziții și acțiuni culturale organizate de parohii la nivel local în colaborare cu autoritățile bisericești sau de stat.
Cateheza a fost extinsă și la nivelul parohiilor prin prezența Preasfințitului Părinte Episcop Siluan care, cu precădere în timpul Postului Mare (Catehezele Postului), susține mai multe cateheze în diferite parohii din Roma și împrejurimi. Anual sunt susținute o serie de aproximativ 15 întâlniri-cateheze cu tinerii în cadrul cărora sunt dezbătute diferite subiecte de interes pentru tineri, Cateheze ale Postului, precum și conferințe tematice.

## Implicări sociale și caritative - activitatea Sectorului social-filantropic
În cadrul Sectorului Social-filantropic al Episcopiei, în cele 5 departamente ale acestuia, au luat naștere 4 diaconii: Diaconia Sfântul Mucenic și Tămăduitor Panteleimon pentru bolnavi, Diaconia Sfântul Grigorie cel Mare al Romei pentru săraci și pribegi, Diaconia Sfânta Filoteia pentru familii nevoiașe și ocrotirea vieții intrauterine și Diaconia Sfintele Mucenițe Praxidia și Petronela pentru închisori.
Pentru a fi mai prezenți în societate, s-a creat asociația cu caracter social de tip ONLUS (Organizzazione non Lucrativa di Utilità Sociale) San Lorenzo dei romeni - Sfântul Laurențiu al românilor, sub patronajul Episcopiei Ortodoxe Române a Italiei, prin care să se poată iniția proiecte sociale, la nivel național și local sau internațional (cu România), în colaborare cu alte instituții și asociații cu activitate socială.
Asociația San Lorenzo dei Romeni-ONLUS este asociația caritativă a Episcopiei Italiei și își propune să dezvolte o serie de programe și activități cu precădere în sectorul social-caritativ pentru întrajutorarea persoanelor lipsite de orice sprijin material, dar și pentru educarea copiilor români în spiritul valorilor credinței ortodoxe. 
Anual se dezvoltă proiectul numit Brațele Părintești, prin care sunt adoptați la distanță copii din familii nevoiașe din România, Republica Moldova precum și din Italia, asigurându-li-se haine, alimente și rechizite școlare. Credincioșii care aderă la acest proiect contribuie cu o bursă socială în valoare de 30 de euro/lună, proiectul desfășurându-se pe durata unui an școlar, timp de 11 luni.
O filială a Asociației San Lorenzo dei romeni de la Torino distribuie zilnic pe străzile orașului pachete cu alimente și hrană caldă celor nevoiași și persoanelor aflate fără adăpost. De asemenea, duminical, în gările din Termini, Anagnina și Tiburtina din Roma, prin rotație, parohiile din cele trei protopopiate ale zonei Lazio desfășoară aceeași activitate caritativă.
Periodic se efectuează transporturi de îmbrăcăminte și alimente la diferite parohii, mănăstiri, azile de bătrâni, case de copii sau asociații caritabile din România și Republica Moldova.
La sediul Episcopiei sunt mereu sprijinite financiar persoane nevoiașe, bolnave, fără adăpost sau care solicită sprijin pentru întoarcerea în România și cărora le este plătit transportul sau primesc asistență pentru obținerea documentelor de călătorie.
În spitalele din Roma, precum și din alte orașe din Italia, se internează un număr mare de români și se află un număr mare de persoane care lucrează în domeniul sanitar. De aceea, s-a simțit nevoia creării unor misiuni pentru a fi mai aproape de sufletele aflate în suferință în spital. Astfel, a luat naștere la Roma, Diaconia pentru bolnavi Sfântul Mucenic și Tămăduitor Panteleimon. Este notabil proiectul ce se desfășoară în spitalele din Roma, prin care mai mulți voluntari vizitează săptămânal persoanele aflate în suferință.
Tot în sprijinul asistenței medicale, în cadrul Episcopiei se derulează două programe prin colaborare cu Spitalul Gemelli din Roma, și anume, programul Ragazzi in gamba prin care se acordă proteze gratuite pentru copiii bolnavi și cu posibilități financiare reduse, și programul Bunul Samarinean prin care se acordă asistență medicală gratuită (prin prezența săptămânală sau lunară a unor medici italieni în parohiile din Roma) persoanelor cu probleme grave de sănătate și fără posibilități materiale. Prin acest program, anual sunt aduși pentru operație și/sau tratament zeci de persoane din România și sunt ajutate în mod direct alte numeroase persoane din Italia.
La Torino a fost inaugurată în 2014 Casa Sfântului Nectarie, care este de fapt un apartament pus, pentru o perioadă temporară de timp, la dispoziția femeilor aflate într-un stadiu de boală avansată și care nu au nici un sprijin material din partea nimănui. Tot la Torino funcționează o asociație de tip „Pro Vita” și anume, Centrul de Ajutor dedicat Vieții Sfânta Filofteia (CAV). Acesta este de fapt o asociație de voluntari ce se adresează femeilor aflate în fața unei sarcini dificile sau neprevăzute și care ezită să aducă pe lume copilul purtat în pântece, oferindu-le un ajutor concret și o alternativă la întreruperea sarcinii.
De altfel, pe tot cuprinsul Episcopiei Italiei, un număr de mai bine de 200 de preoți cercetează săptămânal spitalele aflate pe teritoriul parohiei, acordând asistență religioasă bolnavilor români internați. 
S-a inițiat proiectul „În temniță am fost și ați venit la Mine” în care, începând cu regiunea Lazio, fiecare preot care are în apropiere o închisoare a cercetat duhovnicește pe deținuții români.
La Roma, s-a obținut permisul de acces a preoților ortodocși români în închisoarea Scala Coeli, în penitenciarul Rebbibia și în penitenciarul de minori Casal del Marmo, pentru ca aceștia să poarte de grijă de sufletele românilor care trec prin încercarea cea grea a temniței. Pe tot cuprinsul teritoriului canonic al parohiilor în care slujesc, mai bine de 100 de preoți cercetează în mod regulat închisorile. În vederea unei mai bune îngrijiri a minorilor români reținuți pe teritoriul Italiei, s-a contactat Ministerul Justiției cu propunerea de colaborare cu privire la asistența spirituală a acestor deținuți.
În anul 2017, s-a implementat proiectul „Cărucioarele Speranței” – prin care Episcopia noastră vine în sprijinul persoanelor cu dizabilități motorii, achiziționându-le un cărucior performant. 
Tot în anul 2017, s-a implementat, prin Departamentul pentru Săraci și Pribegi, Proiectul „Desaga Milosteniei”, în întreaga eparhie, prin care credincioșii din parohii sunt încurajați să strângă alimente neperisabile pentru a le distribui celor lipsiți și celor de pe stradă, precum și familiilor cu mulți copii și cu o situație materială precară. În extensia acestui proiect, în câteva protopopiate din nordul Italiei s-au organizat proiecte corelate, în ajutorul familiilor defavorizate din România și Republica Moldova. Amintim proiectele „Dar din dar” și „Caravana dăruirii”, desfășurate în protopopiatele din Emilia-Romagna.
Cunoscând situația unor familii de clerici sau de mireni, care nu au venituri suficiente, Episcopia Ortodoxă Română a Italiei a organizat colecte și a acordat ajutoare sociale acestor familii pentru cazare și întreținere. De asemenea, se acordă burse pentru copiii orfani ai clericilor trecuți la Domnul din Episcopie.

## Construcții de biserici
O dată cu înființarea Episcopiei, s-a lucrat mult și la repararea sau construirea de spații care să servească slujirii în Biserică. După mutarea sediului la Roma, s-au făcut numeroase lucrări de amenajare: amenajarea parcului și a drumului de acces de la șosea; amenajarea bisericii mănăstirii Adormirea Maicii Domnului; amenajarea Paraclisului episcopal– Sfântul Ioan Evanghelistul; amenajarea spațiului Birourilor administrației eparhiale și alte numeroase amenajări interioare.
Nevoia comunităților din Italia de a avea un loc permanent de slujire a făcut ca în multe parohii să fie achiziționate sau primite în concesiune pe perioade îndelungate spații sau chiar biserici catolice. De asemenea, sunt și biserici construite din temelii, prin jertfa și implicarea credincioșilor.
Numărul parohiilor crescând, s-au continuat demersurile pe lângă episcopiile catolice și primării în vederea obținerii de lăcașuri de cult sau alte spații de slujire; astfel, în urma cererilor de lăcașuri de cult, s-au primit mai multe răspunsuri pozitive. De asemenea, s-au primit răspunsuri pozitive și în ceea ce privește obținerea de terenuri pentru construcția de lăcașuri de cult. Credincioșii români din Italia arată multă râvnă pentru construcția de biserici, voind să se bucure ei înșiși de acestea, dar gândindu-se în același timp la generațiile viitoare și la misiunea care se poate face având un lăcaș de cult propriu.

## Comunicarea în sânul Bisericii
Un rol important în cadrul comunicării între preoți și între preoți și chiriarh îl au conferințele preoțești, care au avut loc lunar sau bilunar în toate cele 24 protopopiate, ca și consfătuirile la nivel local cu preoții din regiune cu ocazia vizitelor pastorale.
De asemenea, în vederea lămuririi tuturor subiectelor și problemelor care apar în cadrul Episcopiei și al parohiilor, are loc anual Adunarea Eparhială a Episcopiei Italiei în sesiune ordinară ce se desfășoară la Roma, de obicei în luna februarie, și, când este nevoie, de câteva ori pe an, Consiliul Eparhial. Tot în acest sens, săptămânal se desfășoară ședința de Permanență la care, prin intermediul unei platforme online, participă preoții consilieri și responsabili ai departamentelor episcopiei.
Vizând dinamizarea activității pastoral-misionare a parohiilor s-au luat mai multe inițiative, dintre care: inițierea proiectului de recomandări pastoral liturgice sistematice, la Duminici și la Praznice, precum și la slujbele specifice perioadelor liturgice ale Triodului și Penticostarului; programul de sprijinire pastorală sistematică a preoților (în special a celor începători), trimițând duminical și la sărbători  sugestii omiletice preluate mai ales din scrierilor Sfinților Părinți ai Bisericii noastre. Responsabilii pe departamente trimit sistematic diverse recomandări, sugestii și organizează întruniri de formare a clericilor. Din 2016, pe lângă sesiunea de formare a clericilor nou hirotoniți, care are loc la Roma, se organizează sistematic întâlniri duhovnicești pe o platformă online, care depășește limitele de distanță și grupează clerici care se află la sute km unii de alții.
Începând cu anul 2009, din Duminica Ortodoxiei, s-a inițiat Procesiunea cu Sfintele Icoane la Episcopie, cu participarea Parohiilor din Roma și din împrejurimi (anual). Tradiția a continuat anual până în 2015 când s-a decis, pentru a încuraja prezența la procesiune a cât mai multor credincioși, ca aceasta să se desfășoare în fiecare parohie, procesiunea fiind făcută, după posibilitate, pe străzile orașului sau în jurul bisericii parohiale.
Din anul 2016 s-a început tradiția ca de Bobotează să se organizeze sfințirea cea mare a apei la mare, în una dintre parohiile care se află în apropierea litoralului.
În Duminica Tomii are loc la Sediul Episcopiei o slujire în sobor – cu participarea tuturor parohiilor din Roma și din împrejurimi (anual). De acest praznic, anual participă în jur de 50 parohii și sărbătoresc împreună peste 4 000 de credincioși care se bucură să petreacă mai multe ore împreună, începând cu Dumnezeiasca Liturghie și continuând cu momente de comunicare în aer liber, la umbra pinilor din parcul episcopiei.
De Înălțare, cele două protopopiate din Triveneto organizează pomenirea Eroilor Neamului căzuți în primul război mondial la unele din cimitirele din Nord Estul Italiei. În luna august, de Adormirea Maicii Domnului majoritatea parohiilor din Lazio se întâlnesc în împreună – slujire la Sediul Episcopiei pentru a prăznui hramul mănăstirii de maici.

Pentru a fi la curent cu evenimentele din viața Episcopiei Ortodoxe Române a Italiei puteți vizita site-ul de știri al acesteia, la pagina de web: https://episcopia-italiei.it/stiri/

## Activitatea editorială
Unul dintre proiectele editoriale importante ale episcopiei este editarea anuală a Calendarului Tuturor Sfinților de peste an, cu locurile din Italia unde pot fi cinstite moaștele acestora. Este un proiect complex, la care se lucrează an de an, aducându-se mereu îmbunătățiri, completându-se cu noi informații despre sfinți. Tot anual sunt editate, cu binecuvântarea Preasfințitului Părinte Episcop Siluan, și calendarele episcopale în limbile română și italiană, în mai multe formate: filă, spirală, agendă, de birou. 
Broșura Merinde pentru Suflet este un proiect care apare anual, periodic și tratează mai multe subiecte, de multe ori încercând să cuprindă informații despre tematicile teologice cărora a fost dedicat fiecare an (despre Taina Spovedaniei și a Împărtășaniei, despre Misiunea Pastorală, despre rugăciune, despre tineri, etc.). Merinde pentru Suflet este popularizată și într-o ediție online, cu apariție săptămânală. Din 2018 a fost lansat și un site de învățătură duhovnicească și de cateheză, Merinde pentru suflet, care încearcă să prezinte celor interesați materiale omiletice, catehetice, scrieri ale Sfinților Părinți, spicuiri din viețile Sfinților și multe alte subiecte ce țin de viața creștinului în Biserică.
Revista Apostolia, publicația Mitropoliei Ortodoxe Române a Europei Occidentale și Meridionale se distribuie periodic și în Episcopia noastră, iar din 2014 apare ediția pentru Italia. Anual, zece numere ale revistei Apostolia - ediția de Italia ies de sub tipar și conțin informații despre parohiile din episcopie, dezbat subiecte teologice de actualitate, conțin o pagină adresată copiilor, rețete culinare, evenimente importante din episcopie.
De asemenea, au fost editate câteva broșuri, unele cu rugăciuni, altele tematice, cum ar fi: Cuvinte de folos și rugăciuni pentru bolnavi, Cuvinte de folos pentru vremuri de încercare, Psalmi aleși folositori la toată trebuința și Cărticică de rugăciuni. De asemenea, s-au editat mai multe broșuri, după cum urmează: Broșură cu Slujba Sfintei Liturghii (italiană); Broșură cu Slujba Tainei Sfântului Botez (română - italiană) și Broșură cu Slujba Sfintei Taine a Cununiei (română - italiană). Cu o apariție bianuală, se editează, pentru clerici, Vademecum-ul - Îndrumător pastoral-misionar.    Mai sunt în perspectivă: Ghidul Ortodox al Romei care să fie spre folosul tuturor pelerinilor care merg spre închinare pe urmele sfinților și Cartea de rugăciuni (în ediție română și bilingvă) și o altă lucrare, despre sfinții italo-greci.
În anul 2017 a apărut o noutate în cadrul activității editoriale a Episcopiei Ortodoxe Române, reprezentată de Agenda/Diario pentru tineri (în format bilingv, român-italian), o agendă care să îl însoțească pe tânăr pe toată perioada anului școlar și pe perioada vacanțelor, punându-i la dispoziție cuvinte din Sfintele Scripturi, învățături frumoase și îndemnuri, la care se adaugă (la rubrica „Știați că? / Lo sai che?) curiozități și lucruri interesante despre sfinți și despre lucrurile minunate din viața omului și din natura ce ne înconjoară.
Tot din anul 2017 apare Agenda creștinului, o lucrare redactată exclusiv în limba română, cu texte preluate de la diferiți Sfinți ai Bisericii noastre sau părinți contemporani, iar în zilele de Duminică și la Sărbători, s-a pus pericopa evanghelică, alături de un gând la Evanghelie (în cazul Duminicilor) sau de Troparul Sfântului sau al Praznicului (în cazul Sărbătorilor).
În anul 2018 a apărut volumul „Cu Domnul Cel răstignit și înviat pe calea Vieții”, autor fiind Preasfințitul Părinte Episcop Siluan, al Episcopiei Ortodoxe Române a Italiei. Volumul este alcătuit din trei părți. În prima parte, intitulată Rosturi de gând la vremea Postului Păresimilor, se regăsesc texte publicate în revista Apostolia, cuprinzând cugetări generale cu privire la post și referiri speciale la anumite momente din Postul Mare. În partea a doua s-au adunat mai multe texte cu referire precisă la duminicile Postului Mare. Partea a treia a volumului cuprinde scrisorile pastorale adresate de Preasfințitul Siluan cu prilejul Învierii Domnului, în perioada 2009-2018.
Toate aceste proiecte editoriale necesită multă dăruire și implicare din partea celor care participă la editarea lor, însă răspândirea lor aduce bucurie celor care le primesc și le citesc.

## Centre și Asociații care funcționează în Episcopia Ortodoxă Română a Italiei
În cadrul Episcopiei Ortodoxe Române a Italiei își desfășoară activitatea mai multe centre și asociații, care sunt implicate în mai multe domenii de activitate, de la necesitățile pastoral-misionare, la acțiunile sociale până la activități academice.
În eparhie funcționează 3 centre pastorale, la San Martino in Pensilis, aflat sub ocrotirea Sfântului Apostol Timotei, la Bari, sub ocrotirea Preasfintei Treimi și la Spilimbergo, ocrotit de către Sfântul Ierarh Andrei Șaguna, Mitropolitul Transilvaniei.
Pe lângă Asociația San Lorenzo dei Romeni, prezentată anterior, cu preocuparea acesteia pentru necesitățile social-filantropice, în Episcopia Italiei își mai desfășoară activitatea diferite case de ajutor sau centre sociale la Roma, Torino, Genzano di Roma, Cuneo, Carrara.
O preocupare aparte a Episcopiei noastre este călăuzirea credincioșilor pe urmele Sfinților, de aceea a fost înființat Centrul de Pelerinaje „Sfinții Apostoli Petru și Pavel”, care răspunde solicitărilor a peste 2000 de pelerini în fiecare an. Informații despre pelerinajele organizate și mărturii ale pelerinilor pot fi vizualizate la adresa de web: http://pelerinaje.episcopia-italiei.it/
Nu în ultimul rând, există o preocupare intensă și pentru studiul la nivel academic, prin înființarea, începând cu anul 2017 a Extensiei de la Roma a Facultății de Teologie Ortodoxă Justinian Patriarhul din București, care oferă astfel posibilitatea celor chemați din diaspora românească să înfrunte problema distanței și să-L cunoască cu mai multă profunzime pe Dumnezeu. De asemenea, în aceeași direcție își desfășoară activitatea Centrul de Studii Teologie Sfântul Dionisie Exiguul, care oferă anual seminarii de formare pentru clericii din cuprinsul Episcopiei.

## Proiecte sociale desfășurate în Episcopia Ortodoxă Română a Italiei
Una dintre cele mai extinse preocupări a Episcopiei Ortodoxe Române a Italiei este grija față de aproapele, concretizată în ajutorul acordat persoanelor și familiilor aflate în nevoi. Astfel, sunt desfășurate, într-un mod sistematic, mai multe proiecte de susținere și de implicare social-filantropică, pe care le prezentăm în cele ce urmează:

Brațele Părintești (la nivel eparhial, responsabil Departamentul pentru familie al Episcopiei)
Desaga Milosteniei (la nivel eparhial, responsabil Departamentul pentru săraci și pribegi al Episcopiei)
Dar din Dar (la nivelul Protopopiatului Emilia Romagna I)
Caravana Dăruirii (la nivelul Protopopiatului Emilia Romagna I)
Parteneriatul Episcopiei cu Spitalul Gemelli din Roma: programul „Ragazzi in Gamba” (asistență gratuită pentru persoane cu handicap locomotor), programul P.A.M. (asistență medicală gratuită persoanelor fără posibilități materiale)
Cursuri de formare a voluntarilor în spitale (la nivelul regiunii Lazio; responsabil Departamentul pentru spitale al Episcopiei)
Proiectul de misiune pastorală în spitalele din Roma (la nivelul municipiului Roma, cu prezența a 15 preoți capelani în spitalele: Umberto I, Tor Vergata, San Giovanni și A. Gemelli)
Proiectul de asistență religioasă și socială a copiilor internați la spitalul Bambino Gesù din Roma (sunt vizitați și asistați religios mai mulți copii internați în structurile Spitalului Bambino Gesù, aflate în Roma, în Trigoria sau în Ladispoli)
O șansă la școală pentru fiecare copil (prin acest proiect, promovat de către Mănăstirea Adormirea Maicii Domnului de la Roma, sunt ajutorați copii din familii nevoiașe din România și Basarabia)
Pâinea noastră cea de toate zilele – Catanzaro (prin care credincioșii parohiei contribuie la ajutorarea celor nevoiași)
Masa bucuriei (prin acest proiect, desfățurat în parohia „Sf. Ier. Ioan Gură de Aur” din Carrara, comunitatea, prin implicarea benevolă a mai multor credincioși, se oferă celor mai defavorizați o masă caldă în fiecare duminică și în sărbătorile mai mari din timpul săptămânii) 
Mai multe detalii despre activitatea Sectorului Social al Episcopiei Ortodoxe Române a Italiei pot fi descoperite la pagina de web: https://episcopia-italiei.ro/social/

## Grija față de tinerele vlăstare ale Episcopiei
Activitatea Departamentului pentru Tineret al Episcopiei se concretizează în organizarea de evenimente dedicate tinerilor Frăției Nepsis, tabere și pelerinaje, cu precădere la Roma.
Pentru a fi mai aproape de tineri și a-i implica în viața Bisericii, în 6 decembrie 2008 a luat naștere Frăția Tinerilor din Episcopia Ortodoxă Română a Italiei, Nepsis-Italia, luându-l ca oblăduitor pe Sfântul Voievod Neagoe Basarab. Nepsis reunește tinerii ortodocși români aflați pe teritoriul Italiei care doresc să comunice și să colaboreze într-un spațiu organizat, în care toți să aibă posibilitatea să se implice potrivit dorinței și capacității fiecăruia. Nepsis Italia formează, împreună cu frățiile omologe din Arhiepiscopia Europei Occidentale și din  Episcopia Spaniei și Portugaliei FRĂȚIA Nepsis a Tinerilor ortodocși din Mitropolia Ortodoxă Română a Europei Occidentale și Meridionale. În plus, pentru a le vorbi despre Biserică într-un limbaj mai apropiat lor, s-a inițiat proiectul „Hristos împărtășit copiilor” și s-a continuat programul de cateheză duminicală în toate parohiile care dispun de spațiile adecvate pentru aceasta. S-a inițiat proiectul „Tineri pentru Tineri” prin care fiecare tânăr din biserică este îndemnat să dea câte un pliant de prezentare a Frăției Nepsis-Italia, unuia sau mai multor tineri care nu vin la biserică. De asemenea din 2015 e în derulare proiectul „Tineri pe urmele Sfinților”, prin care parohiile organizează pelerinaje cu tineri la locurile importante de închinare din Italie și nu numai.
În acest fel, mai multe parohii au organizat pelerinaje ale tinerilor la locuri sfinte: catacombe, moaștele sfinților din marele orașe precum Roma, Milano, Venezia, Ravena, Amalfi, Salerno și Bari, dar și la mănăstirile din Episcopie, mai ales la Bivongi. În perioada vacanței de vară, mai mulți copii din școlile parohiale din Italia au participat în tabăra de tradiție și spiritualitate ortodoxă Neamț și Tismana, organizată de MOREOM, tabără organizată pentru a oferi copiilor români din diasporă posibilitatea de a cunoaște tradițiile și identitatea culturală, lingvistică și religioasă a poporului nostru. În ultimii ani au fost organizate mai multe tabere de vară și de iarnă pentru copiii și tinerii din cadrul parohiilor la nivelul de episcopie. Întrucât numărul participanților a crescut anual, se organizează tabere atât la nivel de protopopiat, cât și la nivel de parohie, acolo unde există această posibilitate. La o parte din aceste tabere copiii au avut bucuria de a-l avea în mijlocul lor, chiar și pentru câte o zi, pe Preasfințitul Părinte Episcop Siluan sosit în vizită pentru a-i încuraja. De asemenea, alături de tinerii din tabere, s-a aflat și Preasfințitul Părinte Arhiereu-Vicar Atanasie de Bogdania. Fiecare tabără s-a finalizat cu acordarea de diplome de participare și cu promisiunea fiecăruia că va participa și anul viitor. Mulți dintre copiii participanți au descoperit acolo mai profund credința și au înțeles că mai sunt și alți tineri asemenea lor, acest lucru fiind încurajator pentru asumarea cu mai multă seriozitate a trăirii autentic ortodoxe.
Pe 6 decembrie 2009, s-a desfășurat la Roma întâlnirea tinerilor Nepsis Italia, pentru sărbătorirea unui an de la înființare. De atunci, anual se sărbătorește aniversarea Frăției Nepsis prin participarea tinerilor la Sfânta Liturghie împreună cu Preasfințitul Părinte Episcop Siluan și printr-o serie de activități sau ateliere desfășurate pe parcursul zilei de sărbătoare.
În pragul Nașterii Domnului, s-au organizat programe literare, de poezie, sau colinde, cu copiii și tinerii din parohii. De altfel, precizăm că în 2013 a avut loc prima ediție a Festivalului Colindul Sfânt și Bun la care au participat coruri de tineri și copii ai câtorva din parohiile din Italia, eveniment ce de atunci se desfășoară anual.
O particularitate a Episcopiei noastre este organizarea anuală, începând cu 2009, a Festivalului Bucuriei, adresat tuturor copiilor și tinerilor din eparhie. Între 30 – 31 mai 2009, a avut loc prima ediție a Festivalului Bucuriei, al tuturor copiilor și tinerilor, la Sediul Episcopiei Ortodoxe Române a Italiei, festival la care au fost prezenți, în cele două zile, peste 400 de copii și tineri veniți din parohii de pe tot cuprinsul Italiei. Au fost două zile de adevărată bucurie pentru toți cei prezenți, de la mic la mare au participat la spectacole de folclor sau de recitare de poezie și, ceea ce este mai important, au avut prilejul să se cunoască și să-și vorbească tineri și copii români venind din diferite regiuni ale Italiei. Întrucât în decursul anilor Festivalul Bucuriei s-a dezvoltat tot mai mult, în prezent se organizează mai multe etape ale acestuia, la nivel parohial, protopopial și culminează cu etapa finală care se desfășoară în Duminica Tuturor Sfinților. În cadrul Festivalului au loc activități sportive (fotbal, tenis, baschet, tenis de masă) și artistice (pictură, gravură, desen, cântare vocală și instrumentală, dans, teatru și poezie), finalizate cu festivitatea de înmânare a diplomelor și a cupelor. În parohii, se organizează frecvent activități de Ziua Copilului, de Sfântul Nicolae, la începerea vacanțelor școlare, diverse activități catehetice spectacole de muzică și poezie religioasă prezentate părinților și altor membri ai parohiilor.  
Mai multe detalii despre Frăția Nepsis a Episcopiei Ortodoxe Române a Italiei puteți descoperi la pagina de web: https://episcopia-italiei.ro/nepsis/

## Activitatea culturală
În anul 2009, a fost inițiat proiectului „Zilele Portului Popular Românesc” – manifestare ce este organizată în fiecare an la Roma, dar și în teritoriu, cu participarea reprezentanților din toate parohiile din Italia. Zilele Portului Popular Românesc se organizează anual în Duminica Sfinților Români în fiecare parohie, prilej cu care credincioșii vin la biserică îmbrăcați în portul popular românesc, purtând astfel mai departe tradițiile autentice și fiind totodată mărturie pentru frumusețea și delicatețea poporului român.
Din 2013 are loc anual Festivalul de Colinde și Tradiții Creștine de iarnă (la nivel parohial și protopopial) – Colind Sfânt și Bun. Din anul 2015 s-au lansat două noi evenimente culturale la nivel eparhial: Zilele Limbii Române, cu organizarea primului concurs de creație literară – Slovă Românească; și Festivalul Dor de Eminescu.
Din anul 2014, a devenit deja o tradiție ca în Duminica Tomii, când toate parohiile din Lazio și împrejurimi se adună la sediul Episcopiei pentru împreună-slujire, să se organizeze Festivalul Bucuria Învierii, când copiii parohiilor prezintă cântece și poezii legate de praznicul Învierii Domnului.
Printre alte activități demne de amintit, este și organizarea de cursuri de muzică psaltică pentru cei interesați, susținute de parohia Roma II și Roma III. De asemenea, în multe parohii s-au format coruri parohiale pentru adulți și pentru copii dintre care unele careu au realizat și mai multe CD-uri cu diverse cântări, dintre care amintim corurile parohiilor – Torino II, Venezia I și Piacenza. În total, în cuprinsul Eparhiei, funcționează 11 coruri parohiale.
În cadrul Episcopiei  își desfășoară activitatea și două coruri preoțești, unul polifonic, „Grupul Sfântul Roman Melodul” condus de părintele Gavril Popa și unul psaltic, „Grupul Psaltic Sfântul Dionisie Exiguul”, coruri care participă la evenimentele importante din viața Episcopiei, asigură frumusețea cântărilor de la strană în momentele de împreună-slujire, reprezintă Episcopia la diferite evenimente culturale și religioase la care este invitată sau susțin concertele anuale de colinde din postul Crăciunului. Există, de asemenea, pe cuprinsul Episcopiei, parohii care au propriile coruri formate în jurul stranei și care susțin la rândul lor concerte de colinde în parohii sau în protopopiat, iar unele din acestea au înregistrări audio de colinde.